# Sint-Sixtusabdij van Westvleteren

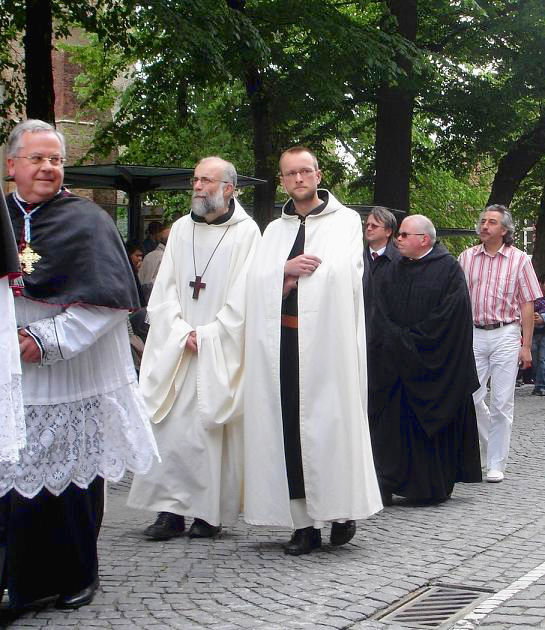
De abt van Westvleteren Manu Van Hecke (in witte kovel en met borstkruis) tijdens de Heilig Bloedprocessie in Brugge

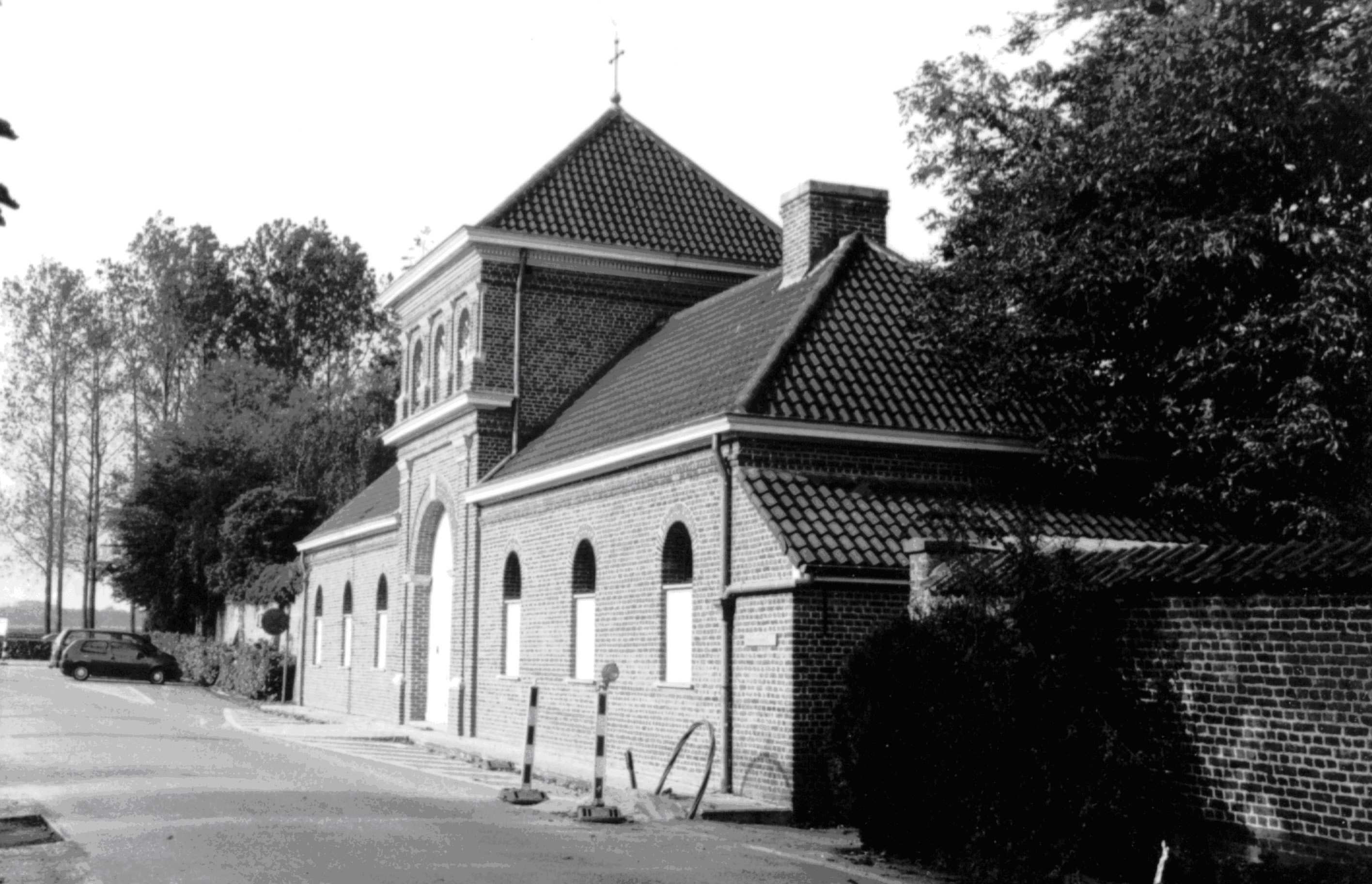
Straatkant van de abdij

De Sint-Sixtusabdij is een abdij van de trappisten in het Belgische Westvleteren. De abdij is onder meer bekend om zijn trappistenbier Westvleteren. De huidige abt is Manu Van Hecke. De bibliotheek telt circa 600 drukwerken van voor 1830 en 40.000 van na die datum. Rond de abdij liggen de Sixtusbossen.

## Geschiedenis
- 1814 – Hophandelaar Jan-Baptist Victoor uit Poperinge kwam zich als kluizenaar vestigen in de bossen van Sint-Sixtus, op een plek waar eeuwenlang kloostergemeenschappen hadden gewoond: de Cella Beborna (ca. 806), het klooster van de zusters van het Huis van Sint-Sixtus (1260-1355) en het birgittijnenklooster "Onze-Lieve-Vrouwe van het Heilig Geloove" (1615-1784).
- 1826 – Enkele trappisten kwamen zich vestigen op de Katsberg en stichtten er een priorij onder de hoede van de moederabdij, Abbaye du Gard. Conflicten en problemen tekenden de eerste tien jaar - de twee eerste priors bleven maar enkele maanden in functie. In 1827 werd Franciscus-Maria Van Langendonck (1760-1836), prior en novicemeester in de Abbaye du Gard, tot prior benoemd op de Katsberg, waar hij de noodzakelijke bouwwerken leidde. In 1831 kwam hij in conflict met zijn medebroeder, procurator Nil Van Hoecke die naar aanleiding van een financieel dispuut met de moederabdij, steun was gaan zoeken bij de bisschop van Cambrai, Louis Belmas (1757-1841). Van Langendonck wilde het gezag niet aanvaarden van iemand die destijds de constitutionele eed had afgelegd. Hij nam ontslag en vertrok uit het klooster, vergezeld door enkele medebroeders. De bisschop benoemde Van Hoecke tot prior van de niet meer door de trappistenorde erkende en erg uitgedunde communauteit - enkele andere monniken waren naar de Gard teruggekeerd. Pas na de dood van de bisschop werd de priorij opnieuw in de schoot van de trappistenorde opgenomen.
- Zomer 1831 – Prior Van Langendonck kwam met enkele medebroeders aan in Vleteren. Ze sloten zich aan bij de kluizenaar Victoor en stichtten een nieuwe priorij, Sint-Sixtus, opnieuw onder de bescherming van de moederabdij Notre-Dame-du-Gard.
- 1831-1836 – Een gestadige groei bracht het aantal trappisten in 1835 op 23.[1] Prior Van Langendonck stierf in geur van heiligheid.
- 1836 – Het klooster kwam onder de jurisdictie van de abdij van Westmalle.
- 1839 – Ingebruikname van de eerste brouwerij.
- 1840 – Bouw van abdijkerk en oprichting van een lagere school.
- 1843 – Verplaatsing van het kerkhof. Bij de opening van het graf van prior Van Langendonck werd het stoffelijk overschot intact aangetroffen, wat als een wonder werd beschouwd.
- 1850 – Zestien broeders vertrokken naar Scourmont (bij Chimay) om een nieuw klooster te stichten. In 1871 werd dit dochterhuis erkend als de Abdij Notre-Dame de Scourmont.
- 1858 – Twintig broeders vertrokken naar Canada om een kwijnend klooster in Tracadië (Nova Scotia) nieuw leven in te blazen. Het klooster werd abdij in 1876 en verkoos de Belg Dominiek Schietecatte (1834-1915) tot abt. Na twee grote branden trok hij ziek en ontmoedigd in 1898 terug naar Europa en overleed in de abdij Saint-Fons bij Clermont-Ferrand. De Saint Joseph's Abbey verhuisde begin twintigste eeuw naar Spencer (Massachusetts).
- 1860 – Schenking van grond in West-Vleteren door Dominicus Lebbe.
- 1871 – De priorij werd tot abdij verheven en koos Dom Benedictus Wuyts als eerste abt.
- 1872 – Dom Albericus Verhelle werd verkozen tot tweede abt. De gemeenschap telde 52 leden.
- 1875-1878 – De boerderij werd uitgebouwd met als doel model te staan voor de landbouwgemeenschap in de streek.
- 1878 – Bouw van de toegangspoort tot de abdij.
- 1910 – Verkiezing van Dom Bonaventura De Groote tot derde abt.
- 1912 – De abdij telde 42 paters en broeders.
- 1914-1918 – Tijdens de Eerste Wereldoorlog huisden in en rond de abdij vele vluchtelingen. Tegen het einde van de oorlog kampeerden ongeveer 400.000 geallieerde soldaten in de nabijheid.
- 28 mei 1922 – Inwijding van een vrij toegankelijke Lourdesgrot naast de abdij als dank voor de bescherming tijdens de oorlog.
- 1940-1945 – Tijdens de Tweede Wereldoorlog kende de abdij moeilijkheden, zowel economische, politieke als op het vlak van de trappistenorde.
- 1941 – Dom Gerardus Deleye werd tot vierde abt verkozen.
- 1945 – Abt Gerardus Deleye beperkte de productie van de brouwerij tot de hoeveelheid nodig om in het onderhoud van de abdij te voorzien. Een jaar later commercialiseerde hij het bier door de licentie toe te vertrouwen aan de Brouwerij Sint-Bernardus in Watou. Mathieu Szafranski, de brouwmeester van Westvleteren werd er partner en bracht de know-how, de originele recepten en de St.Sixtus-gist mee.[2]
- 1962 – De licentie met de brouwerij Sint-Bernardus werd voor 30 jaar verlengd.
- 1964 – Bouw van het gastenhuis.
- 1968 – Bouw van de nieuwe kerk om afzondering van de trappisten te garanderen. De parochie blijft gebruik maken van oude kerk.
- 1968 – Dom Herman-Jozef Seynaeve (Izegem 4 april 1921 - Zelzate, Tehuis Sint-Jan, 26 januari 2009) werd verkozen tot vijfde abt.
- 1978 – Dom Remi Heyse werd tot zesde abt verkozen.
- 1992 – Het contract met de Brouwerij Sint-Bernardus liep ten einde en de abdij hervatte zelf het brouwen. Dit om te beantwoorden aan de beslissing dat de benaming "Trappistenbier" enkel nog werd toegekend aan bieren gebrouwen binnen de muren van een trappisten-abdij. De jaarproductie werd beperkt tot 4.800 hectoliter.
- 1996 – Dom Manu Van Hecke werd verkozen tot zevende abt.
- 2005 – Op www.ratebeer.com werd Westvleteren Twaalf voor het eerst uitgeroepen tot Best Beer in the World.
- 2008-2010 – Stabiliteitsproblemen werden aangepakt. Het gastenhuis werd verbouwd, een deel van de abdij werd afgebroken en een ruimere nieuwbouw opgetrokken naar een ontwerp van Bob Van Reeth. De oude kerk werd verbouwd tot bibliotheek en refter. Samen met de nieuwe abdijkerk maakte ze deel uit van het kloostervierkant, waar ook kapittelzaal, scriptorium, noviciaat, gemeenschapsruimte en ziekenboeg hun plaats vonden, met op de verdieping kamers voor de broeders en in de kelders werkplaatsen. De brouwerij bleef ongewijzigd. Tijdens de bouwwerken verbleven de monniken in het gastenhuis waardoor de abdij tijdelijk geen gasten kon opnemen.
- 9 oktober 2009 – Ceremonie van de eerstesteenlegging van de nieuwe gebouwen.
- 2010 – De communauteit bestond uit 26 broeders met een gemiddelde leeftijd van 54 jaar.
- 2010 – Zes broeders produceerden 'Triduum Paschale', een cd met paasgezangen bij wijze van fondsenwerving voor de bouwkosten.[3]
- 2010 – Roger Vangheluwe komt in de abdij wonen nadat hij ontslag moest nemen, maar vertrekt al snel doordat er verschillende haatmails binnenkomen
- 2013 – Bouw van een bottelarij.

## Leiding

### Priors
1. Franciscus-Maria Van Langendonck: 4 november 1831 - 2 november 1836
2. Dositheus Kempeneers: 12 november 1836 - 1847
3. Franciscus Decroix: 1847 - 25 juli 1850
4. Jacobus Deportemont: 25 juli 1850 - 10 juli 1856
5. Dositheus Kempeneers: 10 juli 1856 - 14 juni 1871

### Abten
1. Benedictus Wuyts: 23 juni 1871 - 10 juni 1872 (abt van Westmalle van 1872 tot 1896)
2. Albericus Verhelle: 10 juni 1872 - 15 september 1910
3. Bonaventura De Groote: 3 oktober 1910 - 5 november 1941
4. Gerardus Deleye: 27 november 1941 - 30 mei 1968
5. Herman-Jozef Seynaeve: 16 juni 1968 - 3 april 1978
6. Remi Heyse: 13 mei 1978 - 23 oktober 1996
7. Manu Van Hecke: 9 november 1996 -